# Danh sách tập phim trong Kamen Rider 555
Kamen Rider 555 là loạt phim Tokusatsu Nhật Bản thứ 13 nằm trong loạt phim Kamen Rider Series. Loạt phim bao gồm 50 tập, được phát sóng từ ngày 26 tháng 1 năm 2003 đến ngày 18 tháng 1 năm 2004. Tất cả 50 tập phim được viết bởi Toshiki Inoue. Vào ngày 5 tháng 10 năm 2003 (khi phát sóng tập 36), loạt phim bắt đầu sử dụng logo của TV Asahi.
| Ep | Tên tập phim                     | Đạo diễn       | Biên kịch     | Ngày công chiếu     |
| -- | -------------------------------- | -------------- | ------------- | ------------------- |
| 1  | "Tabi no Hajimari" (旅の始まり)  | Ryuuta Tasaki  | Toshiki Inoue | 26 tháng 1 năm 2003 |
| 2  | "Beruto no Chikara" (ベルトの力) | Ryuuta Tasaki  | Toshiki Inoue | 2 tháng 2 năm 2003  |
| 3  | "Ō no Nemuri..." (王の眠り･･･)   | Takao Nagaishi | Toshiki Inoue | 9 tháng 2 năm 2003  |